# نيل إدوارد سميث
نيل إدوارد سميث (بالإنجليزية: Neal Edward Smith)‏ هو محامي وسياسي أمريكي، ولد في 23 مارس 1920 بهيدريك في الولايات المتحدة. حزبياً، نشط في الحزب الديمقراطي. وقد في انتخابات مجلس النواب الأمريكي 1990 ‏، انتخب عضو مجلس النواب الأمريكي عن دائرة الدائرة الكونغرسية الرابعة في آيوا ‏ وقد انضم خلال فترته النيابية ‏ (3 يناير 1991 – 3 يناير 1993) للكتلة البرلمانية الحزب الديمقراطي وفي انتخابات مجلس النواب الأمريكي 1992 ‏، انتخب عضو مجلس النواب الأمريكي عن دائرة الدائرة الكونغرسية الرابعة في آيوا ‏ وقد انضم خلال فترته النيابية ‏ (5 يناير 1993 – 3 يناير 1995) للكتلة البرلمانية الحزب الديمقراطي وانتخب عضو مجلس النواب الأمريكي.